# Liste der Monuments historiques in Villeneuve-lès-Bouloc
Die Liste der Monuments historiques in Villeneuve-lès-Bouloc führt die Monuments historiques in der französischen Gemeinde Villeneuve-lès-Bouloc auf.

## Liste der Bauwerke
| Bezeichnung | Beschreibung              | Standort            | Kennzeichnung | Schutzstatus | Datum | Bild |
| ----------- | ------------------------- | ------------------- | ------------- | ------------ | ----- | ---- |
| Schloss     | Erbaut im 16. Jahrhundert | Villefranche (Lage) | PA31000070    | Inscrit      | 2005  |      |